# Parque Natural do Sudoeste Alentejano e Costa Vicentina

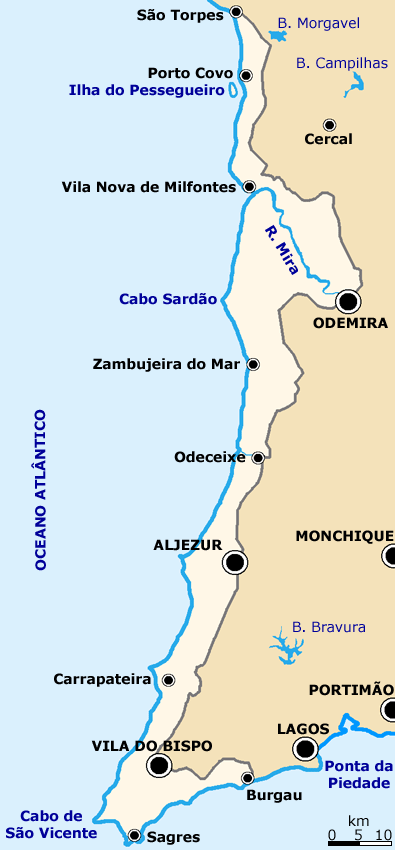
Karte des Naturparks (hellerer Bereich)

Der Parque Natural do Sudoeste Alentejano e Costa Vicentina (deutsch Naturpark Südwest-Alentejo und Costa Vicentina) ist ein Naturpark im Südwesten Portugals. Er erstreckt sich entlang der Atlantikküste, der Costa Vicentina, über eine Länge von 80 km und eine Fläche von 75.000 ha zwischen São Torpes im Alentejo Litoral und Burgau, westlich von Lagos an der Algarve.
Der Park wurde 1988 eingerichtet und umfasst verschiedene einzigartige Biotope und wird von Zoologen und Botanikern aus vielen Teilen der Welt besucht. Vogelarten wie Fischadler und Weißstorch bauen ihre Nester in die Felsen der Küste. Der Fischotter hat hier einen seiner letzten natürlichen, marinen Lebensräume in Europa. Die Flora umfasst eine große Anzahl von endemischen Arten, darunter die Brillenschötchen Biscutella vicentina oder der seltene Wegerich Plantago almogravensis.

## Gebiet

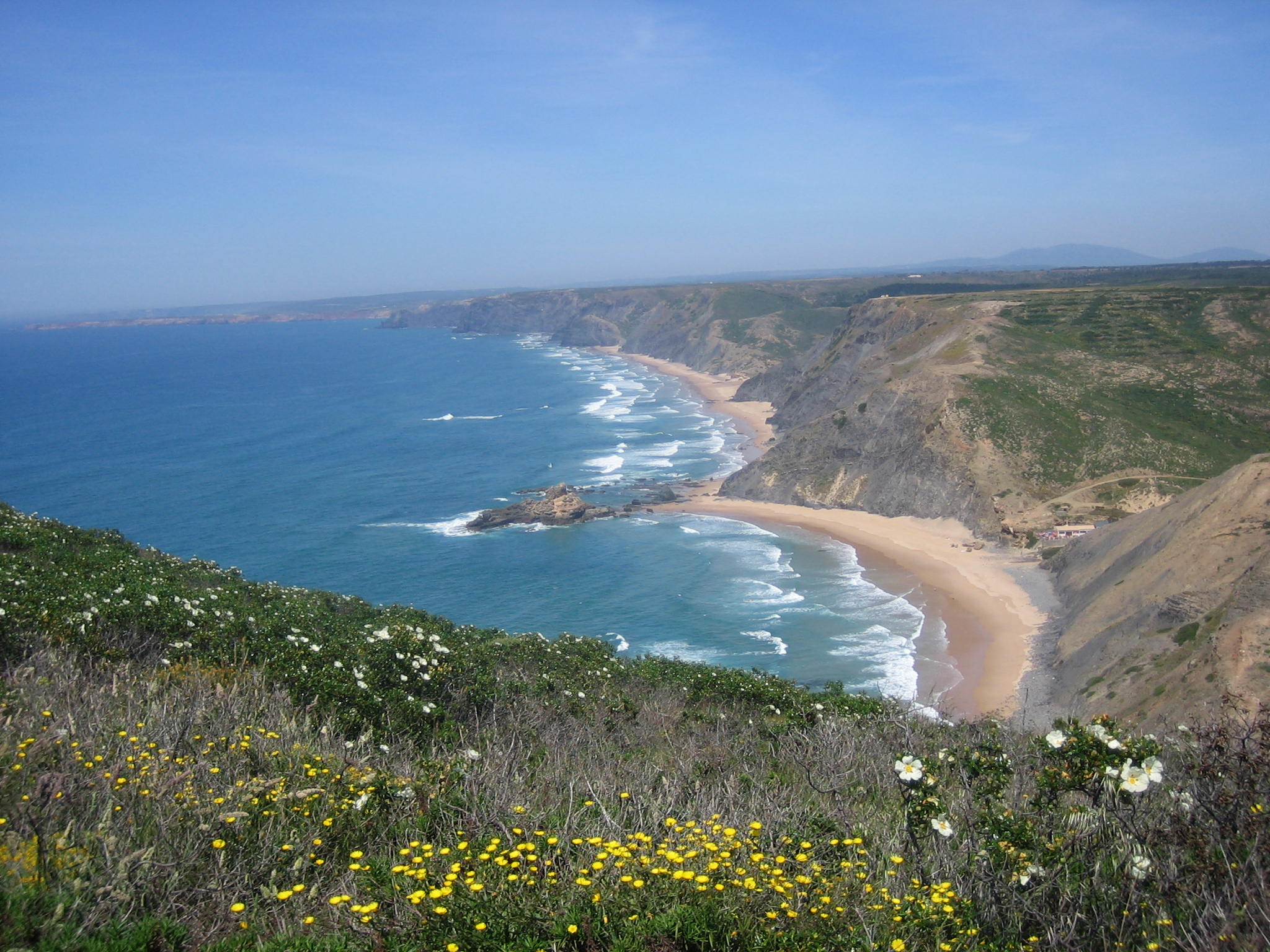
Costa Vicentina

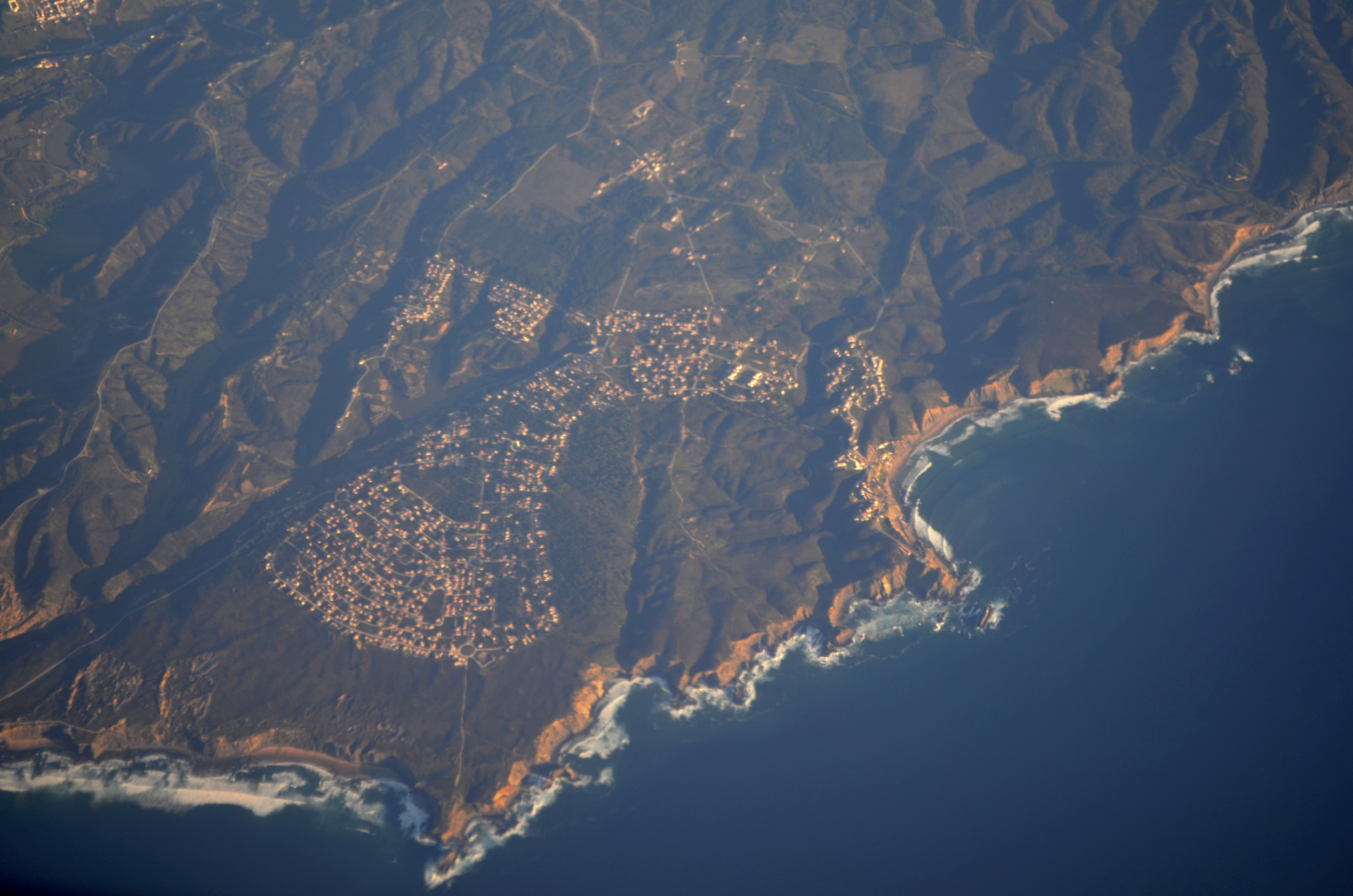
Küstenlinie in der Nähe von Aljezur

Der Naturpark von Sudoeste Alentejo e Costa Vicentina umfasst den südwestlichen Küstenabschnitt von Portugal, im Süden der Alentejo-Küste und der westlichen Algarve um das Cabo de São Vicente. Er umfasst Bereiche folgender Verbandsgemeinden:
- Sines
- Odemira
- Aljezur
- Vila do Bispo

Zusätzlich zu den Küsten und der Unterwasserzone bis zwei Kilometer von der Küste entfernt, umfasst der Park das Tal des Flusses Mira von dessen Mündung bis zur Stadt Odemira.
Im Park gibt es mehrere Arten von Landschaften mit natürlichen und naturnahen Lebensräumen wie Felsen mit steilen und schroffen Einschnitten, Strände, zahlreiche kleine Inseln und Riffe (einschließlich der Insel Pessegueiro und ein ungewöhnliches Korallenriff bei Carrapateira), die Flussmündung des Mira, das Kap Sardão, das Vorgebirge von Sagres und Cabo de São Vicente, Dünen, Moore, Sümpfe, Salzwiesen, zeitweise Lagunen, Schluchten (Täler mit dichter Vegetation). Die höchsten Erhebungen liegen mit 324 m im Inneren, genauer in São Domingos (Odemira), und mit 156 m an der Küste in Torre de Aspa, Vila do Bispo. Die tiefste Stelle weist 32 m auf und liegt 2 km vor Carrapateira (Aljezur).

## Klima

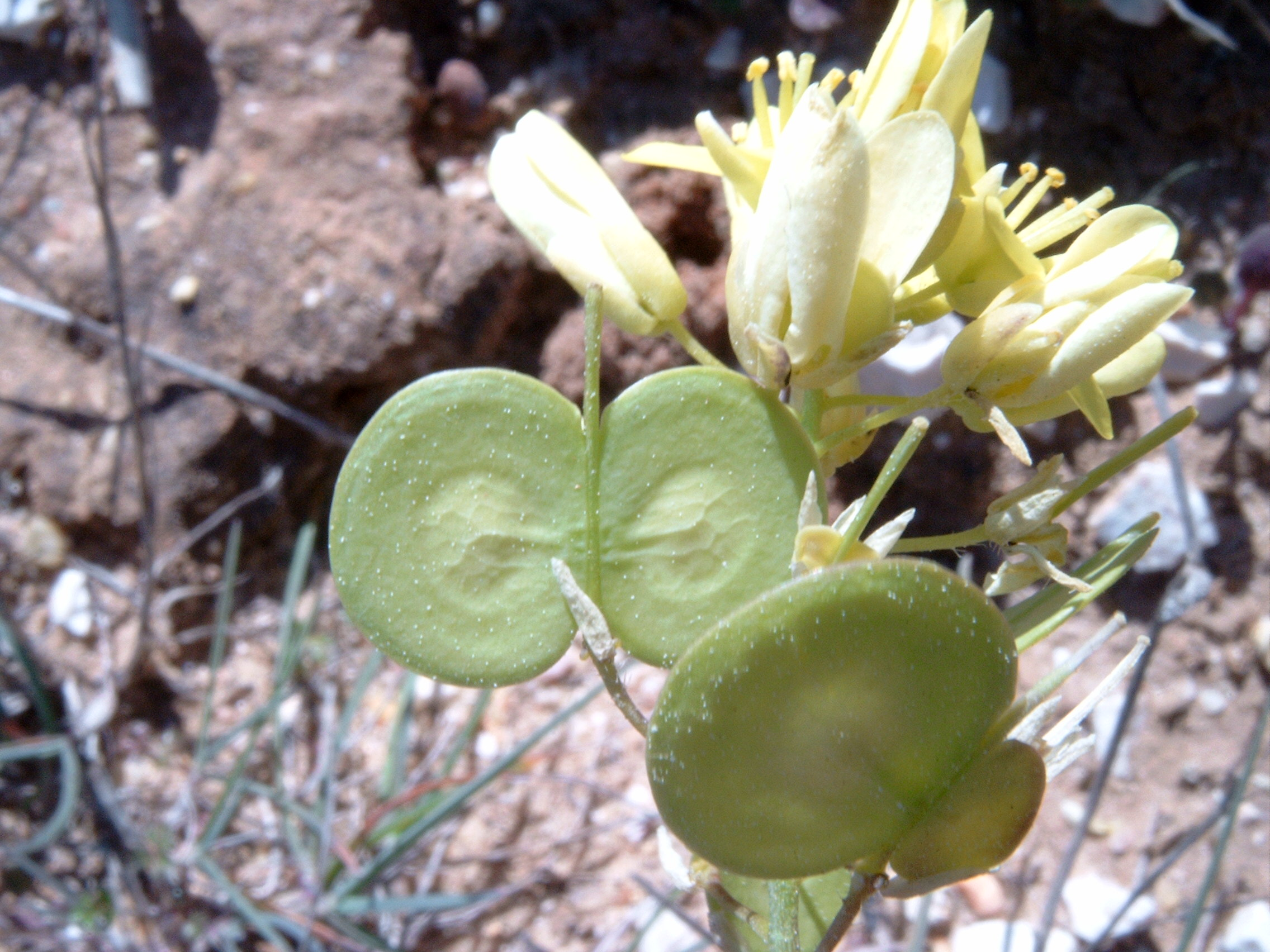
Biscutella

Das Klima ist mediterran, mit einem starken atlantischen Einfluss. Die Winter sind gemäßigt und die Sommer angenehm kühl.
Der Wind ist ein wichtiger Faktor für das Klima der Region. Die vorherrschenden Winde kommen vom Norden und Nordwesten. Winde aus dem Südwesten sind im Januar und Februar für Sagres und Vila do Bispo bestimmend. Im Sommer bringen die Winde oft hohe Feuchtigkeit.
Die Temperaturen steigen von Norden nach Süden; die jährlichen Durchschnittswerte sind 15 °C in Monte Velho und Sines und 16 °C in Vila do Bispo und Sagres. Das Gebiet des Vorgebirges von Sagres hat die niedrigste Temperaturschwankung des portugiesischen Festlands.
Die größten Niederschläge fallen im Dezember, im Jahresdurchschnitt zwischen 400 mm in der Region Sagres und 700 mm im Gebiet nördlich von Odeceixe. In der Regel regnet es mehr im Norden und im Landesinneren.

## Flora
Die Flora des Naturparks ist in drei Arten geomorphologischer Umgebungen aufgeteilt: in der westlichen Zone zwischen Küste und Gebirge, auf der Hochebene des südlichen Vicentino mit typischer Vegetation kalkhaltiger Böden, ein trockener und heißer Bereich; die Küstenhochebene, mit vielfältiger Vegetation, Dünen, Heide- und Feuchtgebiete; es ist ein frischer und feuchter Bereich; Küstengebirge und Schluchten, mit dicken Bäumen und Sträuchern, typisch für feuchte Flussgebiete.
Im gesamten Park gibt es eine Mischung aus mediterraner, nordatlantischer und vorzugsweise afrikanischer Vegetation. Es finden sich etwa 750 Arten, von denen mehr als 100 endemisch sind, selten oder sogar nur örtlich vorkommen; 12 davon gibt es nirgendwo sonst auf der Welt. Im Park gibt es in Portugal gefährdete Arten sowie mehrere in Europa geschützte Arten.
Zu den endemischen Arten zählen zum Beispiel Pflanzen wie Brillenschötchen (Biscutella vicentina), Blausterne (Scilla vicentina), Flockenblumen (Centaurea vicentina), Doppelsamen (Diplotaxis vicentina), Hasenglöckchen (Hyacinthoides vicentina), Zistrosen (Cistus palhinhae), Wegerich (Plantago almogravensis). Andere Arten gelten als selten, wie der Gagelbaum (Myrica faya), Speierling (Sorbus domestica) oder diverse Leimkräuter. Allerdings hat die landwirtschaftliche Tätigkeit bereits das Aussterben von Pflanzen wie Grasnelken (Armeria arcuata) verursacht.

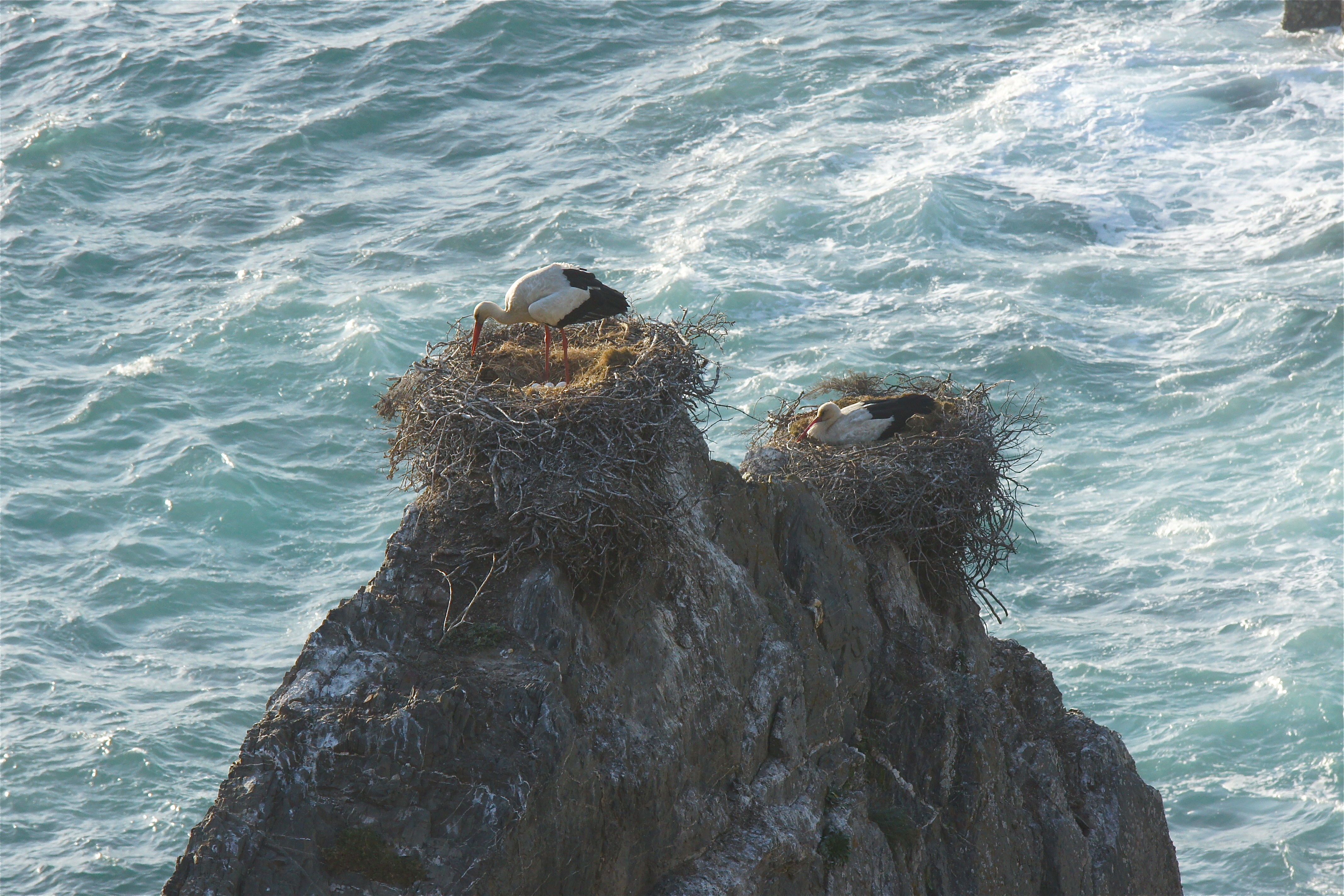
Storchennester in den Felsen vor Cavaleiro

Die Baumarten im Park werden in natürlichen und angepflanzten Bestand unterteilt. Unter den Ersteren befinden sich Eichen wie Quercus suber und Quercus faginea, die vor allem in den Schluchten vorkommen. Der Erdbeerbaum (Arbutus unedo L.) ist gleichfalls charakteristisch für diesen Bereich.
Angepflanzt werden vor allem aus ökonomischen Gründen Kiefern (Pinus pinaster) und Eukalyptus (Eucalyptus globulus).

## Fauna
60 % aller Reptilien- und 65 % aller Amphibienarten Portugals sind im Gebiet des Parks vertreten. Über 200 Vogelarten sind im Park bekannt, dazu zählen Fischadler und Weißstorch. Es ist die einzige Stelle weltweit, an der Störche in den Klippen am Meer nisten.

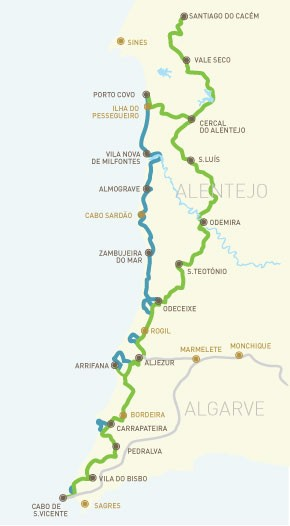
Wanderwege der Rota Vicentina

Der Fischotter hat hier einen seiner letzten natürlichen, marinen Lebensräume in Europa.

## Tourismus
Um nachhaltigen Tourismus zu fördern, wurde im Naturpark mit der Rota Vicentina ein 450 km langes Wanderwegenetz mit Tagesabschnitten zwischen 15 und 25 km und acht an einem halben Tag begehbaren Rundwegen angelegt. Im Februar 2016 wurde die Route von der Europäischen Wandervereinigung mit dem europaweiten Qualitätsprädikat Leading Quality Trails – Best of Europe ausgezeichnet.

Die zwei wichtigsten Wanderwege der Rota Vicentina sind:
- der Fischerpfad (Trilho dos Pescadores), 4 Etappen, insgesamt 75 km, dazu fünf ergänzende Rundwege mit zusammen 45 km Länge
- der Caminho Histórico, 12 Etappen, insgesamt 230 km

## Konflikte
Die sich stärker industrialisierende Landwirtschaft, die insbesondere zunehmend Beeren, Viehfutter und Mais produziert, gerät vielfach in Konflikt mit dem Landschaftsschutz, allein schon deshalb, weil ihr Bedarf an künstlicher Bewässerung sehr hoch ist. Zu Beginn der neunziger Jahre kam es zu Konflikten um ausländische Agrarinvestitionen, die im Verdacht der Korruption standen. Gleichzeitig protestierten einheimische Kleinbauern und Fischer gegen eine ihnen vom Naturpark auferlegte restriktive Genehmigungspraxis. 2003 kam eine Studie zu dem Ergebnis, dass alle Befragten die Bedeutung der Landwirtschaft in der Region, aber auch die der Biodiversität anerkannten. Dabei waren jedoch 78 % der Befragten offenbar nur bedingt über die Artenvielfalt in Kenntnis. 61 % sprachen sich für eine umweltfreundliche Landwirtschaft aus, 22 % hingegen für an Industrievorstellungen angelehnte Formen der Agrarwirtschaft. Alle Befragten befürworteten die Integration von Erhaltungs- und Produktionsbemühungen und befürworteten die Partizipation aller im und um den Park lebenden Bewohner.